# Чижов, Василий Пахомович
Василий Пахомович Чижо́в (15.01.1922 — 04.02.1997) — советский военнослужащий, участник Великой Отечественной войны, Герой Советского Союза, командир телефонно-кабельного взвода 652-й отдельной роты связи 106-й Забайкальской стрелковой дивизии 65-й армии Центрального фронта, лейтенант.

## Биография
Родился 15 января 1922 года в селе Артынском Артынской волости Тарского уезда Омской губернии. Член ВКП(б)/КПСС с 1945 года. Жил в посёлке Качуг Иркутской области. Окончил среднюю школу и школу учителей начальных классов. Работал заведующим Житовской начальной школой Качугского района.
В августе 1941 года призван в ряды Красной Армии. В 1942 году окончил курсы младших лейтенантов. В боях Великой Отечественной войны с февраля 1943 года. Воевал на Центральном и 1-м Белорусском фронтах. Участвовал в Курской битве, освобождении Белоруссии.
Когда 105-й стрелковый полк 106-й Забайкальской стрелковой дивизии вёл ожесточённые бои на Курской дуге близ города Дмитриев-Льговский, командир телефонно-кабельного взвода В. П. Чижов получил задание с группой связистов ночью проникнуть в село Чернь и оттуда сообщать данные о размещении сил противника. Связисты проложили линию связи к назначенной точке и замаскировались. Ночью противники захватили село. Связисты остались в расположении вражеских войск. Лейтенант В. П. Чижов доложил обстановку начальнику связи дивизии. Утром наша артиллерия открыла ураганный огонь по вражеским позициям. Во время боя связисты лейтенанта В. П. Чижова корректировали огонь артиллеристов. Это помогло воинам 106-й Забайкальской дивизии успешно начать наступление. 1-й батальон 105-го стрелкового полка освободил село Чернь. В. П. Чижов был отмечен тогда первой правительственной наградой — медалью «За боевые заслуги».
В августе 1943 года 106-я Забайкальская стрелковая дивизия в составе войск 65-й армии с боями подошла к Десне вблизи города Новгород-Северский и с ходу преодолела водный рубеж. После форсирования Десны В. П. Чижова вызвали в штаб, чтобы поставить перед взводом новое задание. В это время батальон противников при поддержке четырёх танков прорвался через передний край наших войск. Над штабом дивизии нависла угроза. Начальник штаба быстро организовал оборону. Забросав противников гранатами, а затем открыв огонь из пулемёта, наши воины преградили им путь к штабу. Два танка были подбиты. Остальные повернули обратно. За проявленные в этом бою мужество и находчивость В. П. Чижова наградили орденом Отечественной войны 2-й степени.
15 октября 1943 года подразделения 106-й Забайкальской стрелковой дивизии начали форсирование Днепра в районе города Лоева Гомельской области. В числе первых достигли правого берега реки связисты взвода лейтенанта В. П. Чижова. Враг встретил смельчаков плотным огнём, но горстка воинов успешно завершила переправу, захватила плацдарм и в чрезвычайно сложных условиях обеспечила связь, что способствовало успешному форсированию реки другими подразделениями. Лейтенант В. П. Чижов своей работой, рискуя жизнью, шесть раз под огнём противника переправлялся через Днепр, выполнил приказ командира дивизии и обеспечил управление подразделениями и частями, ведшими бой за овладение правым берегом Днепра.
Указом Президиума Верховного Совета СССР «О присвоении звания Героя Советского Союза генералам, офицерскому, сержантскому и рядовому составу Красной Армии» от 15 января 1944 года за «образцовое выполнение боевых заданий командования на фронте борьбы с немецкими захватчиками и проявленными при этом отвагу и геройство» лейтенанту Чижову Василию Пахомовичу присвоено звание Героя Советского Союза с вручением ордена Ленина и медали «Золотая Звезда».
9 января 1944 года воин был тяжело ранен. Длительное время находился в госпитале. После окончания Великой Отечественной войны уволился в запас. Работал секретарём партбюро железнодорожной станции Кременчуг, секретарём Кременчугского горкома партии, директором трикотажной фабрики.
В 1951 году В. П. Чижов окончил Харьковскую двухгодичную партийную школу, в 1954 году — исторический факультет Харьковского государственного университета имени М. Горького. Жил в городе Кременчуг. Работал директором школы № 9. Умер 4 февраля 1997 года. Похоронен в Кременчуге.
Награждён орденами Ленина, Отечественной войны 1-й и 2-й степеней, медалями.